# Heinz Brandt
Heinz Brandt (Charlottenburg, 11 marzo 1907 – Rastenburg, 21 luglio 1944) è stato un militare e cavaliere tedesco.
Vinse una medaglia d'oro ai Giochi della XI Olimpiade nelle gare di equitazione. Morì durante l'attentato a Hitler del 20 luglio 1944, compiuto dal colonnello Claus Schenk von Stauffenberg, spostando la valigetta contenente l'esplosivo, salvando così la vita al Führer per la seconda volta.

## Biografia

### Giovinezza e Olimpiadi
Heinz Brandt nacque a Charlottenburg, Berlino. Figlio dell'ufficiale di cavalleria Georg Brandt, si iscrisse al Reichswehr, come cadetto, nel 1925. Frequentò un corso presso la scuola di cavalleria di Hannover nel 1928 e venne promosso tenente. Nel 1936, partecipò ai Giochi della XI Olimpiade di Berlino, durante i quali fece parte della squadra tedesca di equitazione, che vinse la medaglia d'oro nella categoria Salto ostacoli a squadre, insieme a Kurt Hasse e Marten von Barnekow. Partecipò inoltre alla gara di salto ostacoli individuale, uscendo ai sedicesimi di finale.

### Seconda guerra mondiale
Allo scoppio della seconda guerra mondiale, era un capitano dell'Oberkommando der Wehrmacht. Dopo aver prestato servizio nella divisione di fanteria, venne promosso maggiore nel gennaio 1941 e tenente colonnello nell'aprile 1942. Il 13 marzo 1943, il generale Henning von Tresckow chiese a Brandt, che viaggiava con Hitler ma non faceva parte della cospirazione, di portare un pacchetto contenente due bottiglie di presunto Cointreau nel Condor di Hitler, bottiglie che dovevano essere consegnate al colonnello Hellmuth Stieff come pagamento per una scommessa persa. Il pacchetto però conteneva una bomba innescata, che tuttavia non esplose perché lo depositò nella stiva, dove il freddo congelò l'acido. Nel maggio 1943, fu promosso colonnello.

#### L'attentato del 20 luglio 1944
Il 20 luglio 1944, come braccio destro del generale Adolf Heusinger, capo delle operazioni presso lo stato maggiore, arrivò presso la sede del Wolfsschanze di Rastenburg, nella Prussia Orientale, per una conferenza presieduta da Hitler. Con l'assistenza del maggiore Ernst John von Freyend, il colonnello Stauffenberg mise una valigetta contenente una bomba ai suoi piedi, il più vicino possibile a Hitler. Stauffenberg, quindi, con una scusa, lasciò la stanza. Poco dopo, nel tentativo di vedere meglio la mappa sul tavolo, l'ignaro colonnello trovò la valigetta e la mise dall'altro lato della gamba del tavolo. Sette minuti dopo, la bomba esplose e le ferite gli causarono l'amputazione di netto di una gamba e la perdita di un occhio.
Morì il giorno seguente, dopo un intervento chirurgico, nell'ospedale militare di Karlshof, presso Rastenburg, e venne promosso postumo al grado di maggiore generale da Hitler. Il generale Guderian, che tenne il discorso funebre, disse fra l'altro: "con dolore orgoglioso l'Esercito abbassa le insegne della sua Bandiera di Combattimento di fronte al Maggiore Generale Heinz Brandt". Altre tre persone morirono a causa dell'esplosione. Studi successivi conclusero che il suo esatto posizionamento vicino ad una gamba del tavolo fu un fattore cruciale nel determinare chi sarebbe sopravvissuto alla detonazione della bomba.
Le indagini portate a termine dalla Gestapo due mesi dopo la sua morte, già troppo tardi per il funerale di stato negato da Hitler a causa di quel sospetto non ancora chiarito, conclusero che il colonnello Brandt non era coinvolto nella cospirazione, malgrado conoscesse alcuni dei responsabili e fosse ormai scettico sull'andamento della guerra. Alcuni storici continuano, tuttavia, a sostenere che fosse anche lui un membro o sostenitore della resistenza, sacrificato da Stauffenberg non essendo stato informato dell'attentato, circostanza negata o non confermata da altri.

## Vita privata
L'11 febbraio 1933, ad Hannover, si sposò con Ursula Mehring (1910-2009), figlia di un commerciante, ed ebbe un figlio, Peter (1934-2001).

## Filmografia
- Operazione Valchiria (Valkyrie), regia di Bryan Singer (2008), interpretato da Tom Hollander.